# NGC 6894
NGC 6894 ist ein planetarischer Nebel im Sternbild Schwan. Der Nebel wurde im Jahr 1784 von dem Astronomen William Herschel mithilfe seines 18,7-Zoll-Spiegelteleskops entdeckt und später von Johan Dreyer in seinem New General Catalogue verzeichnet.